# Татаупа сіроголовий
Татаупа сіроголовий (Crypturellus tataupa) — вид птахів родини тинамових (Tinamidae).

## Опис
Тіло завдовжки 25 см, вага тіла понад 200 г. Птах темнокоричневого забарвлення із світло-сірим горлом. Голова, шия та груди темно-сірого кольору. Дзьоб та ноги пурпурово-червоні.

## Спосіб життя
Птах живиться фруктами та ягодами на землі або чагарниках. Вони також їдять в невеликих кількостях безхребетних, квіти, ніжні листя, насіння і коріння. Самець насиджує яйця, які можуть бути від 4 різних самиць. Гніздо розташовується на землі у густій траві.

## Поширення
Татаупа сіроголовий надає перевагу сухому лісу до 1400 м (4600 футів) над рівнем моря. Він також зустрічається у низинних вологих лісах і вторинних лісах. Цей вид є рідним для північно-східній Бразилії, східної Болівії, північної Аргентини, Парагваю та західного Перу в Південній Америці.